# Basketball-Ozeanienmeisterschaft der Damen 2015
Die Basketball-Ozeanienmeisterschaft der Damen 2015, die sechzehnte Basketball-Ozeanienmeisterschaft der Damen, fand zwischen dem 15. und 17. August 2015 in Melbourne, Australien sowie Tauranga, Neuseeland statt. Es war das dritte Mal, dass Neuseeland und Australien das Turnier gemeinsam ausrichteten. Gewinner war die Mannschaft Australiens, die zum fünfzehnten Mal den Titel erringen konnte. In der Serie konnte Neuseeland klar 2:0 geschlagen werden. Da die Serie nach dem zweiten Spiel entschieden war, wurde auf ein drittes Spiel verzichtet.

## Spielorte
| Melbourne         | Tauranga        |
| ----------------- | --------------- |
| Rod Laver Arena   | ASB arena       |
|                   |                 |
| Kapazität: 14.820 | Kapazität 3.116 |

## Schiedsrichter
Toni Caldwell

 Bradley Giersch

 Luis Miguel Gallardo

 Dallas Pickering

 Gavin Zimmerman

 Nicolas Fernandes

Technische Kommission

 William Stanley Mildenhall

## Teilnehmende Mannschaften
Australien
| Nummer | Position | Name             | Geburtsdatum | Größe      | Verein            |
| ------ | -------- | ---------------- | ------------ | ---------- | ----------------- |
| 4      | G        | Kelly Wilson     | 01.01.1984   | 1,70 Meter | Bendigo Spirit    |
| 5      | G        | Tessa Lavey      | 29.03.1993   | 1,72 Meter | Bendigo Spirit    |
| 6      | G        | Tess Madgen      | 12.08.1990   | 1,80 Meter | Melbourne Boomers |
| 7      | G        | Stephanie Talbot | 15.06.1994   | 1,86 Meter | Canberra Capitals |
| 8      | PF       | Suzy Batkovic    | 17.12.1980   | 1,93 Meter | Townsville Fire   |
| 9      | F        | Natalie Burton   | 23.03.1989   | 1,94 Meter | Perth Lynx        |
| 10     | G        | Rachel Jarry     | 06.12.1991   | 1,86 Meter | Melbourne Boomers |
| 11     | F        | Laura Hodges     | 13.12.1983   | 1,90 Meter | Bourges Basket    |
| 12     | G        | Belinda Snell    | 10.01.1981   | 1,82 Meter | Bendigo Spirit    |
| 13     |          | Katie Ebzery     | 08.01.1990   | 1,78 Meter | Sydney Uni Flames |
| 14     | F        | Alice Kunek      | 06.01.1991   | 1,87 Meter | Melbourne Boomers |
| 15     | F        | Sara Blicavs     | 15.02.1993   | 1,89 Meter | Dandenong Rangers |

 Neuseeland
| Nummer | Position | Name               | Geburtsdatum | Größe      | Verein                             |
| ------ | -------- | ------------------ | ------------ | ---------- | ---------------------------------- |
| 1      | F        | Jessica Bygate     | 10.01.1992   | 1,86 Meter | Gladstone Power                    |
| 2      | G        | Micaela Cocks      | 02.05.1986   | 1,74 Meter | Townsville Fire                    |
| 4      | F        | Kalani Purcell     | 13.01.1995   | 1,85 Meter | Brigham Young University           |
| 6      | F        | Tessa Boagni       | 12.02.1996   | 1,88 Meter | California State University        |
| 7      | G        | Jordan Hunter      | 20.08.1990   | 1,72 Meter | Auckland Lady Hawks                |
| 8      | F        | Natalie Taylor     | 24.12.1982   | 1,82 Meter | Gladstone Power                    |
| 9      | G        | Stella Beck        | 25.09.1995   | 1,79 Meter | Saint Mary’s College of California |
| 10     | F        | Lisa Wallbutton    | 14.01.1986   | 1,83 Meter | Willeton Tigers                    |
| 11     | G        | Samara Gallaher    | 06.08.1992   |            | Otago Goldrush                     |
| 12     | F        | Penina Davidson    | 02.09.1995   | 1,91 Meter | University of California, Berkeley |
| 14     | G        | Chevannah Paalvast | 04.09.1991   | 1,80 Meter | Southern Peninsula Sharks          |
| 15     | C        | Megan Craig        | 11.02.1993   | 2,03 Meter | Lakeside Lightning                 |

## Modus
Gespielt wurde in Form einer Best-of-Three Serie. Die Mannschaft, die zuerst zwei Siege erringen konnte, wurde Basketball-Ozeanienmeister der Damen 2015. 

## Ergebnisse
| 15. August 2015 18:30 | Bericht | Australien                                                        | 61 – 41 | Neuseeland                                                              | Rod Laver Arena, Melbourne Zuschauer: 13.000 Schiedsrichter: Nicolas Fernandes, Bradley Giersch, Dallas Pickering | Nine Network |
| 15. August 2015 18:30 | Bericht | Punkte pro Viertel: 15 : 5, 14 : 12, 21 : 12, 11 : 12             |         |                                                                         | Rod Laver Arena, Melbourne Zuschauer: 13.000 Schiedsrichter: Nicolas Fernandes, Bradley Giersch, Dallas Pickering | Nine Network |
| 15. August 2015 18:30 | Bericht | Punkte: S. Batkovic 16 Rebounds: T. Lavey 11 Assists: T. Madgen 6 |         | Punkte: drei Spielerinnen 7 Rebounds: P. Davidson 9 Assists: M. Cocks 3 | Rod Laver Arena, Melbourne Zuschauer: 13.000 Schiedsrichter: Nicolas Fernandes, Bradley Giersch, Dallas Pickering | Nine Network |
| 15. August 2015 18:30 | Bericht |                                                                   |         |                                                                         | Rod Laver Arena, Melbourne Zuschauer: 13.000 Schiedsrichter: Nicolas Fernandes, Bradley Giersch, Dallas Pickering | Nine Network |

| 17. August 2015 19:30 | Bericht | Neuseeland                                                         | 63 – 80 | Australien                                                             | ASB arena, Tauranga Schiedsrichter: Luis Miguel Gallardo, Toni Caldwell, Gavin Zimmerman | Nine Network |
| 17. August 2015 19:30 | Bericht | Punkte pro Viertel: 20 : 16, 19 : 18, 28 : 14, 17 : 18             |         |                                                                        | ASB arena, Tauranga Schiedsrichter: Luis Miguel Gallardo, Toni Caldwell, Gavin Zimmerman | Nine Network |
| 17. August 2015 19:30 | Bericht | Punkte: M. Cocks 21 Rebounds: P. Davidson 12 Assists: K. Purcell 3 |         | Punkte: L. Hodges 22 Rebounds: drei Spielerinnen 5 Assists: T. Lavey 7 | ASB arena, Tauranga Schiedsrichter: Luis Miguel Gallardo, Toni Caldwell, Gavin Zimmerman | Nine Network |
| 17. August 2015 19:30 | Bericht |                                                                    |         |                                                                        | ASB arena, Tauranga Schiedsrichter: Luis Miguel Gallardo, Toni Caldwell, Gavin Zimmerman | Nine Network |

| Australien               |
| Meister Australien       |
| Fünfzehnte Meisterschaft |

## Statistiken

### Individuelle Statistiken

#### Punkte
| Gesamt | Gesamt        | Gesamt | pro Spiel | pro Spiel     | pro Spiel    |
| Platz  | Name          | Anzahl | Platz     | Name          | Durchschnitt |
| ------ | ------------- | ------ | --------- | ------------- | ------------ |
| 1      | Suzy Batkovic | 31     | 1         | Suzy Batkovic | 15,5         |
| 2      | Micaela Cocks | 28     | 2         | Micaela Cocks | 14,0         |
| 3      | Laura Hodges  | 26     | 3         | Laura Hodges  | 13,0         |
| 4      | Rachel Jarry  | 17     | 4         | Rachel Jarry  | 8,5          |
|        | Tessa Lavey   | 17     |           | Tessa Lavey   | 8,5          |

#### Rebounds
| Gesamt | Gesamt          | Gesamt | pro Spiel | pro Spiel       | pro Spiel    |
| Platz  | Name            | Anzahl | Platz     | Name            | Durchschnitt |
| ------ | --------------- | ------ | --------- | --------------- | ------------ |
| 1      | Penina Davidson | 21     | 1         | Penina Davidson | 10,5         |
| 2      | Tessa Lavey     | 16     | 2         | Tessa Lavey     | 8,0          |
| 3      | Natalie Burton  | 13     | 3         | Natalie Burton  | 6,5          |
| 4      | Suzy Batkovic   | 12     | 4         | Suzy Batkovic   | 6,0          |
|        | Kalani Purcell  | 12     |           | Kalani Purcell  | 6,0          |

#### Assists
| Gesamt | Gesamt         | Gesamt | pro Spiel | pro Spiel      | pro Spiel    |
| Platz  | Name           | Anzahl | Platz     | Name           | Durchschnitt |
| ------ | -------------- | ------ | --------- | -------------- | ------------ |
| 1      | Tessa Lavey    | 12     | 1         | Tessa Lavey    | 6,0          |
| 2      | Tess Madgen    | 9      | 2         | Tess Madgen    | 4,5          |
| 3      | Rachel Jarry   | 5      | 3         | Rachel Jarry   | 2,5          |
| 4      | Laura Hodges   | 4      | 4         | Laura Hodges   | 2,0          |
|        | Natalie Taylor | 4      |           | Natalie Taylor | 2,0          |

#### Blocks
| Gesamt | Gesamt         | Gesamt | pro Spiel | pro Spiel      | pro Spiel    |
| Platz  | Name           | Anzahl | Platz     | Name           | Durchschnitt |
| ------ | -------------- | ------ | --------- | -------------- | ------------ |
| 1      | Suzy Batkovic  | 3      | 1         | Suzy Batkovic  | 1,5          |
| 2      | Kalani Purcell | 1      | 2         | Kalani Purcell | 1,0          |
| 3      | Natalie Burton | 1      | 3         | Natalie Burton | 0,5          |
|        | Micaela Cocks  | 1      |           | Micaela Cocks  | 0,5          |
|        | Megan Craig    | 1      |           | Megan Craig    | 0,5          |

#### Steals
| Gesamt | Gesamt         | Gesamt | pro Spiel | pro Spiel      | pro Spiel    |
| Platz  | Name           | Anzahl | Platz     | Name           | Durchschnitt |
| ------ | -------------- | ------ | --------- | -------------- | ------------ |
| 1      | Tessa Lavey    | 5      | 1         | Tessa Lavey    | 2,5          |
|        | Kalani Purcell | 5      |           | Kalani Purcell | 2,5          |
| 2      | Micaela Cocks  | 3      | 2         | Micaela Cocks  | 1,5          |
| 3      | Laura Hodges   | 2      | 3         | Laura Hodges   | 1,0          |
|        | Rachel Jarry   | 2      |           | Rachel Jarry   | 1,0          |

### Kollektive Statistiken

#### Punkte
| Gesamt | Gesamt     | Gesamt | pro Spiel | pro Spiel  | pro Spiel    |
| Platz  | Name       | Anzahl | Platz     | Name       | Durchschnitt |
| ------ | ---------- | ------ | --------- | ---------- | ------------ |
| 1      | Australien | 141    | 1         | Australien | 70,5         |
| 2      | Neuseeland | 104    | 2         | Neuseeland | 52,0         |

#### Rebounds
| Gesamt | Gesamt     | Gesamt | pro Spiel | pro Spiel  | pro Spiel    |
| Platz  | Name       | Anzahl | Platz     | Name       | Durchschnitt |
| ------ | ---------- | ------ | --------- | ---------- | ------------ |
| 1      | Neuseeland | 81     | 1         | Neuseeland | 40.5         |
| 2      | Australien | 74     | 2         | Australien | 37,0         |

#### Assists
| Gesamt | Gesamt     | Gesamt | pro Spiel | pro Spiel  | pro Spiel    |
| Platz  | Name       | Anzahl | Platz     | Name       | Durchschnitt |
| ------ | ---------- | ------ | --------- | ---------- | ------------ |
| 1      | Australien | 38     | 1         | Australien | 19,0         |
| 2      | Neuseeland | 21     | 2         | Neuseeland | 10,5         |

#### Blocks
| Gesamt | Gesamt     | Gesamt | pro Spiel | pro Spiel  | pro Spiel    |
| Platz  | Name       | Anzahl | Platz     | Name       | Durchschnitt |
| ------ | ---------- | ------ | --------- | ---------- | ------------ |
| 1      | Australien | 6      | 1         | Australien | 3,0          |
|        | Neuseeland | 6      |           | Neuseeland | 3,0          |

#### Steals
| Gesamt | Gesamt     | Gesamt | pro Spiel | pro Spiel  | pro Spiel    |
| Platz  | Name       | Anzahl | Platz     | Name       | Durchschnitt |
| ------ | ---------- | ------ | --------- | ---------- | ------------ |
| 1      | Australien | 15     | 1         | Australien | 7,5          |
| 2      | Neuseeland | 11     | 2         | Neuseeland | 5,5          |

## Abschlussplatzierung
| Rang | Mannschaft |
| ---- | ---------- |
| 1    | Australien |
| 2    | Neuseeland |

Australien qualifizierte sich durch den 2:0-Sieg in der Serie für die Olympischen Sommerspiele 2016 in der Rio de Janeiro, Brasilien. Neuseeland hingegen qualifizierte sich für das entsprechende Qualifikationsturnier. 